# 大刀隊

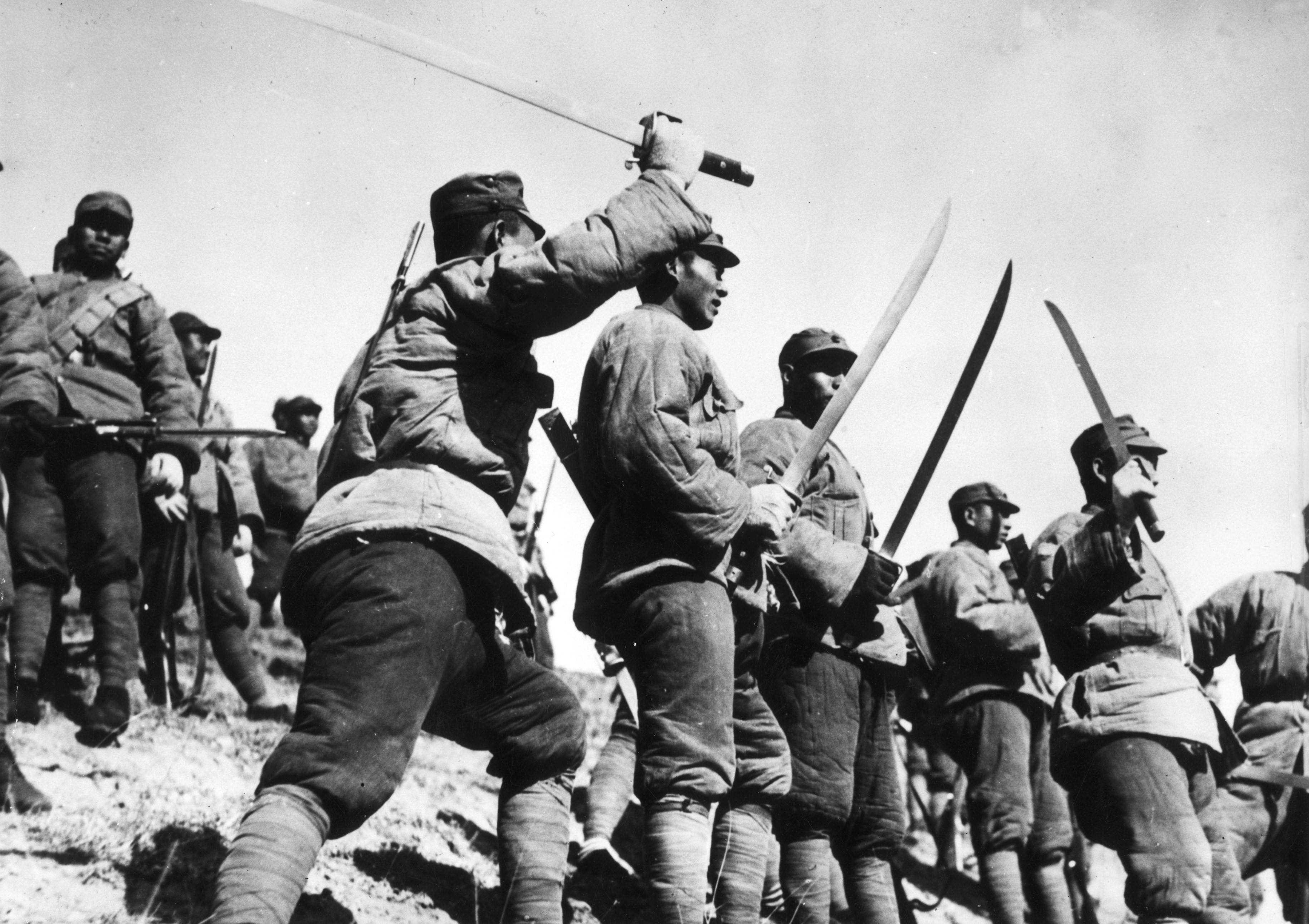
大刀隊

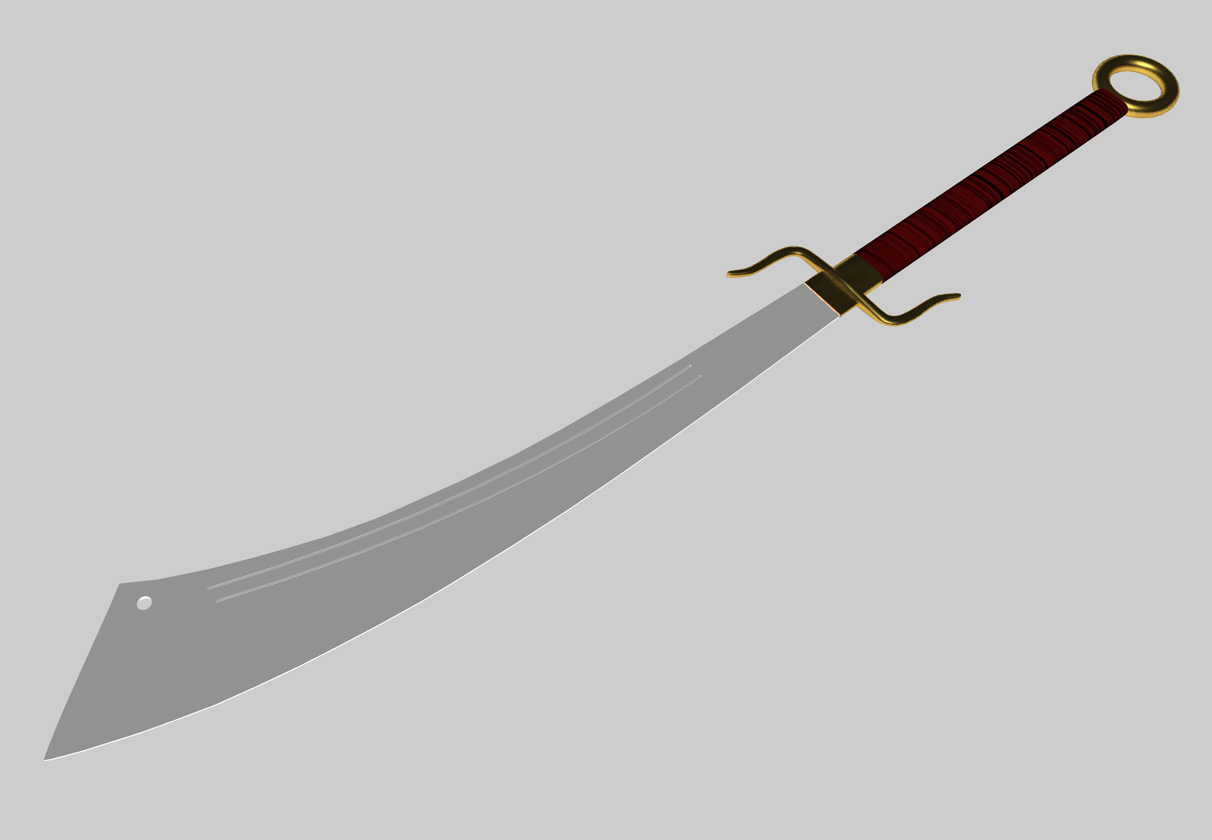
大刀

大刀隊是抗日戰爭時期，國民革命軍的西北軍專屬部隊，因西北軍在抗戰初期迅速擴充導致武器彈藥不足，只能以平常就有練武習慣的士兵，裝備C96手槍、大刀、手榴彈作戰，由於他們有過重創日軍的戰績加上被近戰大刀砍殺造成肢體破碎的視覺恐懼，而令其敵人聞風喪膽。還有曾經夜襲日軍讓日軍嚇得睡覺時在脖子上綁鐵環的事件。民間流行「大刀向鬼子頭上砍去」的大刀進行曲：
但因冷兵器面對熱武器的絕對劣勢，導致西北軍各部所屬大刀隊雖威名在外，卻實際傷亡慘重，不乏部隊全滅之慘況。

## 原歌词
- 大刀向鬼子們的頭上砍去！
- 29軍的弟兄們！
- 抗戰的一天來到了，
- 抗戰的一天來到了！
- 前面有東北的義勇軍，
- 後面有全國的老百姓，
- 咱們29軍不是孤軍，
- 看準那敵人！
- 把他消滅，把他消滅！（喊：衝啊！）
- 大刀向鬼子們的頭上砍去！（喊：殺！）

### 在流传传唱过程中稍有改动的歌词（粗体字）
- 大刀向鬼子們的頭上砍去！
- 全国武装的同胞们（或者 “全国武装的弟兄们”）
- 抗战的一天来到了，
- 抗戰的一天來到了。
- 前面有東北的義勇軍，
- 後面有全國的老百姓，
- 咱们中国军队勇敢前进！
- 看準那敵人，
- 把他消滅，把他消滅！（喊：衝啊！）
- 大刀向鬼子們的頭上砍去！（喊：殺！）

## 趙登禹大刀抗日的由來
長城戰役時趙登禹任國民革命軍第29軍第37師第109旅旅長。
1933年的喜峰口戰役率領平常就有練武的29軍官兵，裝備大刀與手榴彈，三次夜襲攀壁繞道偷襲日軍，致使日軍傷亡慘重。
因此戰績晉升為第132師師長，1937年七七事變也試圖率部支援被圍困的佟麟閣將軍，但不幸被漢奸出賣而中了日軍的埋伏，趙登禹身中數彈後陣亡。